# JS Kongō (DDG-173)
JDS Kongō (DDG-173) là một tàu khu trục trang bị tên lửa dẫn đường thuộc lớp Kongō của Lực lượng Phòng vệ Biển Nhật Bản (JMSDF). Kongō là chiếc tàu thứ ba của Hải quân Nhật được đặt tên theo Núi Kongō.
Tàu được Mitsubishi Heavy Industries ở Nagasaki, Nagasaki ngày 8 tháng 5 năm 1990, hạ thủy ngày 26 tháng 11 năm 1991; và bắt đầu thực hiện nhiệm vụ ngày 25 tháng 3 năm 1993.

## Hệ thống phòng thủ tên lửa đạn đạo

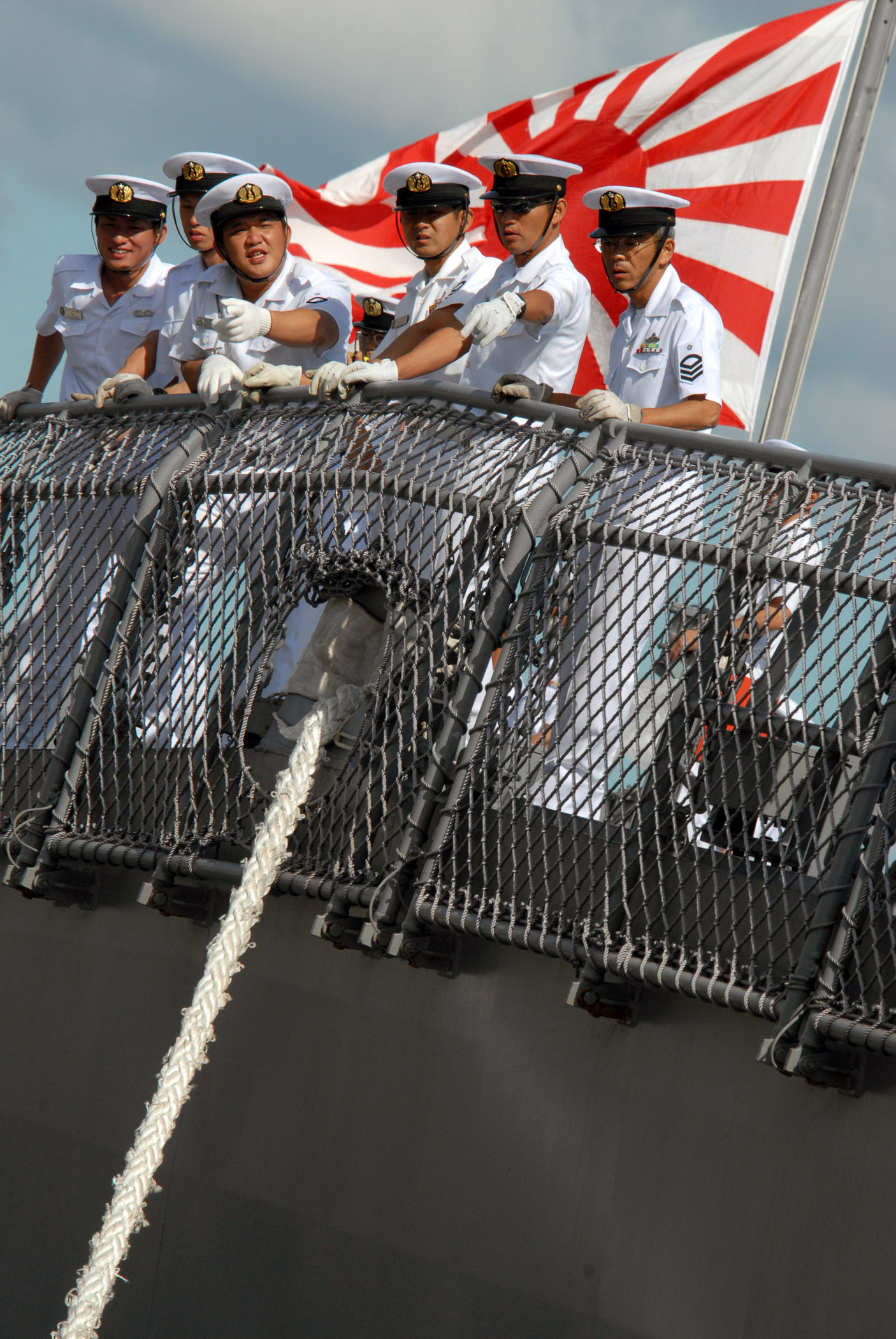
JDS Kongo crew

Tháng 12, 2007, Nhật Bản thí nghiệm thành công hệ thống phòng thủ SM-3 block IA chống tên lửa đạn đạo trên tàu Kongō. Đây là lần đầu tiên một tàu chiến của Nhật phóng thử một tên lửa đánh chặn thuộc Hệ thống tên lửa đạn đạo phòng thủ Aegis. Trong những lần thử nghiệm trước, họ chỉ kiểm tra hệ thống dò tìm và liên lạc.